# Бар-Гарбор (переписна місцевість, Мент)
Бар-Гарбор (англ. Bar Harbor) — переписна місцевість (CDP) в США, в окрузі Генкок штату Мен. Населення — 2260 осіб (2020).

## Географія
Бар-Гарбор розташований за координатами 44°22′53″ пн. ш. 68°12′40″ зх. д. / 44.38139° пн. ш. 68.21111° зх. д. (44.381307, -68.211131).  За даними Бюро перепису населення США в 2010 році переписна місцевість мала площу 8,22 км², уся площа — суходіл.

## Демографія
Згідно з переписом 2010 року, у переписній місцевості мешкали 2552 особи в 1249 домогосподарствах у складі 516 родин. Густота населення становила 310 осіб/км².  Було 1761 помешкання (214/км²).
Расовий склад населення:
| - 94,2 % — білих - 2,8 % — азіатів - 1,2 % — чорних або афроамериканців - 0,1 % — корінних американців |

До двох чи більше рас належало 1,2 %. Частка іспаномовних становила 1,5 % від усіх жителів.
За віковим діапазоном населення розподілялося таким чином: 13,0 % — особи молодші 18 років, 66,4 % — особи у віці 18—64 років, 20,6 % — особи у віці 65 років та старші. Медіана віку мешканця становила 43,7 року. На 100 осіб жіночої статі у переписній місцевості припадало 81,1 чоловіків;  на 100 жінок у віці від 18 років та старших — 78,5 чоловіків також старших 18 років.
Середній дохід на одне домашнє господарство  становив 52 384 долари США (медіана — 42 117), а середній дохід на одну сім'ю — 78 432 долари (медіана — 63 427). Медіана доходів становила 43 320 доларів для чоловіків та 32 250 доларів для жінок. За межею бідності перебувало 19,5 % осіб, у тому числі 13,0 % дітей у віці до 18 років та 20,8 % осіб у віці 65 років та старших.
Цивільне працевлаштоване населення становило 1520 осіб. Основні галузі зайнятості: мистецтво, розваги та відпочинок — 33,4 %, освіта, охорона здоров'я та соціальна допомога — 20,3 %, роздрібна торгівля — 8,4 %, будівництво — 7,5 %.